# Mazama nana
Mazama nana är en däggdjursart som först beskrevs av Reinhold Friedrich Hensel 1872.  Mazama nana ingår i släktet spetshjortar, och familjen hjortdjur. IUCN kategoriserar arten globalt som sårbar. Inga underarter finns listade i Catalogue of Life.
Denna spetshjort förekommer i östra Paraguay, i nordöstra Argentina och troligen i angränsande regioner av Brasilien. I Paraguay lever arten i fuktiga skogar med bambu som undervegetation. I andra regioner är Mazama nana troligen mer variabel angående habitatet. Enligt observationer från nordöstra Argentina föds mellan september och februari en enda unge med prickar på pälsen.
Arten är med en mankhöjd av cirka 45 cm och en vikt av cirka 15 kg en av de minsta spetshjortarna. Den har kastanjebrun till rödaktig päls på ryggen och ljusbrun päls på buken. Spetshjortens små och smala öron är nästan nakna. De bakre extremiteterna är mörkare och längre än de främre.